# Zachaeus redikorzevi
Zachaeus redikorzevi is een hooiwagen uit de familie echte hooiwagens (Phalangiidae).